# Jankovac (Sokolovac)
Jankovac je naselje u Hrvatskoj u sastavu općine Sokolovca. Nalazi se u Koprivničko-križevačkoj županiji. 

## Zemljopis
Sjeverozapadno su Vrhovac Sokolovački, Prkos i Gliboki potok, sjeverno je Rasinja, jugoistočno su Domaji, južno je Grdak, jugozapadno su Prnjavor Lepavinski, Mali Botinovac i Veliki Botinovac.

## Stanovništvo
| broj stanovnika |       |       |       |       |       |       |       |       | 150   | 165   | 164   | 110   | 86    | 71    | 56    | 41    | 38    |
|                 | 1857. | 1869. | 1880. | 1890. | 1900. | 1910. | 1921. | 1931. | 1948. | 1953. | 1961. | 1971. | 1981. | 1991. | 2001. | 2011. | 2021. |